# Chapelle Saint-Julien de Beaumont
La chapelle Saint-Julien est un édifice religieux catholique sis à Beaumont en Belgique. Construite au XVIe ou XVIIe siècle hors de l’enceinte de la ville, elle est comme perdue dans un pré en forte pente descendant vers la rivière Hantes. 

## Description

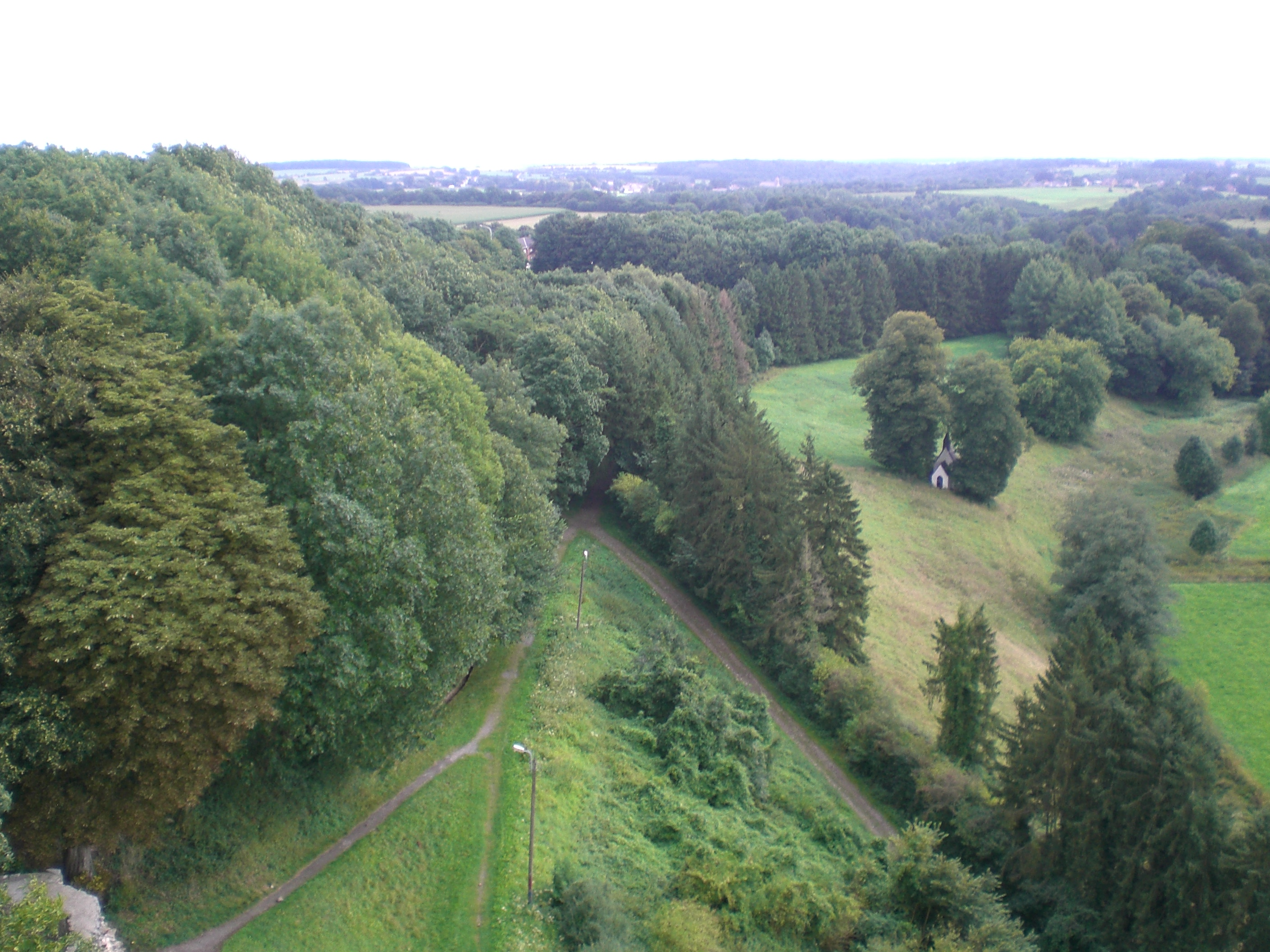
La chapelle, vue de la Tour Salamandre

Édifice de petite dimension mais tout en hauteur, la chapelle est dédiée à saint Julien l'Hospitalier, un saint légendaire, rendu populaire au Moyen Âge par la Légende dorée de Jacques de Voragine.  Son double pignon à angle aigu surmonté d’un clocheton avec flèche pointue lui donne une allure très élancée. 
La chapelle se trouve hors de l’ancienne enceinte de la ville de Beaumont et non loin de la Tour Salamandre. Elle est construite au milieu d’un pré en forte pente vers la Hantes et dépourvue d’accès carrossable : ni route ni même sentier n’y conduisent. Le choix de ce lieu pour la construction d'une chapelle reste mystérieux.